# Ministère de la Santé (Algérie)
Pour les articles homonymes, voir Ministère de la Santé.
Le ministère de la Santé est l'administration algérienne chargée de la mise en œuvre de la politique du gouvernement dans le domaine de la santé publique.
Le titulaire actuel est Abdelhak Saihi depuis le 8 septembre 2022.

## Organisation et attributions

### Administration centrale
Le ministre de la Santé a autorité sur : 
- La Direction générale de la Prévention et de la Promotion de la santé
- La Direction générale de la Pharmacie et des équipements de santé.

### Administration décentralisée
Les services déconcentrés régionaux relevant du ministère de la Santé sont les 5 Conseils régionaux de la Santé (CRS), les 5 Observatoires régionaux de la Santé (ORS) et les 58 Directions de la Santé et de la Population (une direction par wilaya).

## Liste des ministres
| Identité                               | Période           | Période           | Durée                      |
| Identité                               | Début             | Fin               | Durée                      |
| -------------------------------------- | ----------------- | ----------------- | -------------------------- |
| Mohamed Seghir Nekkache (1918 - 2010)  | 27 septembre 1962 | 20 juin 1965      | 2 ans, 8 mois et 24 jours  |
| Tedjini Haddam (1921 - 2000)           | 20 juin 1965      | 21 juillet 1970   | 5 ans, 1 mois et 1 jour    |
| Omar Boudjellab (1930 - 2006)          | 21 juillet 1970   | 23 avril 1977     | 6 ans, 9 mois et 2 jours   |
| Saïd Aït Messaoudène (1933 - 2009)     | 23 avril 1977     | 8 mars 1979       | 1 an, 10 mois et 13 jours  |
| Abderrezak Bouhara (1934 - 2013)       | 8 mars 1979       | 18 février 1986   | 6 ans, 11 mois et 10 jours |
| Djamel-Eddine Houhou (1934 - 2022)     | 18 février 1986   | 15 février 1988   | 1 an, 11 mois et 28 jours  |
| Kasdi Merbah (1938 - 1993)             | 15 février 1988   | 9 novembre 1988   | 8 mois et 25 jours         |
| Messaoud Zitouni (d)                   | 9 novembre 1988   | 9 septembre 1989  | 10 mois                    |
| Akli Khedis (d)                        | 9 septembre 1989  | 18 juin 1991      | 1 an, 9 mois et 9 jours    |
| Nafissa Hamoud (1924 - 2002)           | 18 juin 1991      | 22 février 1992   | 8 mois et 4 jours          |
| Zahia Mentouri (1947 - 2022)           | 22 février 1992   | 19 juillet 1992   | 4 mois et 27 jours         |
| Mohamed Seghir Babes (1943 - 2017)     | 19 juillet 1992   | 16 avril 1994     | 1 an, 8 mois et 28 jours   |
| Yahia Guidoum (1941 - 2020)            | 16 avril 1994     | 23 décembre 1999  | 5 ans, 8 mois et 7 jours   |
| Amara Benyounès (né en 1958)           | 23 décembre 1999  | 26 août 2000      | 8 mois et 3 jours          |
| Mohamed Larbi Abdelmoumene (d)         | 26 août 2000      | 31 mai 2001       | 9 mois et 5 jours          |
| Abdelhamid Aberkane (né en 1945)       | 31 mai 2001       | 19 avril 2004     | 2 ans, 10 mois et 19 jours |
| Mourad Redjimi (d) (XXe siècle - 2020) | 19 avril 2004     | 1er mai 2005      | 1 an et 12 jours           |
| Amar Tou (né en 1945)                  | 1er mai 2005      | 23 juin 2008      | 3 ans, 1 mois et 22 jours  |
| Saïd Barkat (né en 1948)               | 23 juin 2008      | 28 mai 2010       | 1 an, 11 mois et 5 jours   |
| Djamel Ould Abbes (né en 1934)         | 28 mai 2010       | 3 septembre 2012  | 2 ans, 3 mois et 6 jours   |
| Abdelaziz Ziari (né en 1945)           | 3 septembre 2012  | 11 septembre 2013 | 1 an et 8 jours            |
| Abdelmalek Boudiaf (né en 1955)        | 11 septembre 2013 | 25 mai 2017       | 3 ans, 8 mois et 14 jours  |
| Mokhtar Hasbellaoui (né en 1963)       | 25 mai 2017       | 1er avril 2019    | 1 an, 10 mois et 7 jours   |
| Abdelhak Mohamed Miraoui (d)           | 1er avril 2019    | 4 janvier 2020    | 9 mois et 3 jours          |
| Abderrahmane Benbouzid (né en 1950)    | 4 janvier 2020    | 8 septembre 2022  | 2 ans, 8 mois et 4 jours   |
| Abdelhak Saihi                         | 8 septembre 2022  | En cours          | 2 ans, 6 mois et 6 jours   |